# Барна Іван Михайлович
Іван Михайлович Ба́рна (нар. 6 травня 1917, Улич — пом. 19 січня 1987, Свидник) — український майстер різьблення по дереву.

## З біографії
Народився 6 травня 1917 року в селі Уличі (тепер Пряшівський край, Словаччина). З 1939 року жив в Україні, з 1966 року у місті Свиднику, де працював у Музеї української культури. Помер у Свиднику 19 січня 1987 року.

## Творчість
Для творчості характерний жанр барельєфа, анімалістична пластика, контурне різьблення. Серед робіт:
- копія збруцького «Світовида» (1964);

стели
- «Олекса Довбуш» (1960);
- «Грай, сопілко, грай» (1962);
- «Микола Шугай» (1963);
- «Квітка з полонини» (1966);
- «Жнива» (1966).

Брав участь у обласних виставках з 1958 року, всеукраїнських з 1958 року.
Роботи майстра зберігаються в Київському музеї українського народного декоративного мистецтва та Закарпатському краєзнавчому музеї.